# السيدة مينيفر (فلم)
السيدة مينيفر (بالإنجليزية: Mrs. Miniver) هو فيلم دراما تم إنتاجه في الولايات المتحدة وإنجلترا وصدر في سنة 1942. الفيلم من إخراج وليام يلر.

## ترشيحات وجوائز
| السنة | الحدث | الفئة             | النتيجة |
| ----- | ----- | ----------------- | ------- |
|       |       | أوسكار أفضل ممثلة | فوز     |

## الميزانية والإيرادات
بلغت تكلفة إنتاج الفيلم حوالي 1,344,000 دولار بينما حقق أرباحا تقدر بـ 8,878,000 دولار.

## وصلات خارجية
- مقالات تستعمل روابط فنية بلا صلة مع ويكي بيانات